# Mike Johnston (homme politique)
Pour les articles homonymes, voir Mike Johnston.
Mike Johnston, né le 17 novembre 1974 à Oklahoma City, est un enseignant et homme politique américain, membre du Parti démocrate. Depuis le 17 juillet 2023, il est le maire de Denver, capitale de l'État du Colorado.

## Biographie

### Formation et carrière
Michael Christopher Johnston nait le 17 novembre 1974 à Oklahoma City au sein d'une famille de quatre enfants ; il grandit dans la station de sports d'hiver de Vail dans le Colorado,. Son père, homme d'affaires et vétéran de l'US Army, est membre du conseil municipal puis maire de la ville de 1983 à 1987.
Après sa scolarité à l'école de Vail Mountain, Mike Johnston étudie au Yale College et obtient un bachelor en philosophie en 1997,. Au lycée et à l'université, il participe à des activités caritatives, notamment en faisant du bénévolat dans un refuge pour sans-abri de Denver et en encadrant des jeunes à New Haven. Après avoir obtenu son diplôme universitaire, il enseigne l'anglais dans un lycée de la campagne du Mississippi pendant deux ans, dans le cadre du programme Teach For America. Sur la base de cette expérience, il publie un ouvrage, In the Deep Heart's Core.
Après la fin de sa mission d'enseignement, Mike Johnston s'inscrit à l'université Harvard, où il obtient un master en politique éducative. À Harvard, il travaille avec le conseiller du vice-président Al Gore, Jon Schnur, avec lequel il fonde l'organisation New Leaders for New Schools (en), destinée à la formation et au recrutement de dirigeants pour les écoles urbaines. Après avoir obtenu son master, il s'inscrit à la faculté de droit de Yale et devient conseiller en politique éducative auprès d'hommes politiques.
De retour au Colorado en 2003, Mike Johnston est embauché comme directeur d'école, puis comme directeur d'un centre de détention pour jeunes en 2004. En 2005, il enseigne le droit de l'éducation à la faculté de droit de l'université de Denver et devient directeur d'une école publique dans la ville de Thornton au Colorado.
À la suite de l'ouragan Katrina, Mike Johnston contribue à organiser un sommet sur l'éducation à La Nouvelle-Orléans et travaille avec le membre du Congrès américain George Miller sur une législation visant à recruter et à retenir les enseignants. Au début 2007, il rejoint la campagne présidentielle du sénateur Barack Obama en tant que conseiller informel ; en mai 2008, lorsque Barack Obama dévoile son programme sur l'éducation, Mike Johnston est considéré comme l'un des principaux conseillers de la campagne sur les questions d'éducation.
Johnston siège au conseil d'administration d'organisations caritatives locales et nationales, notamment I Have a Dream Foundation (en), National Urban League, City Year (en) et New Leaders (en). En 2010, il figure dans la liste des « 7 enseignants les plus puissants » du magazine Forbes et dans la liste « 40 Under 40 » du magazine Time.

### Débuts en politique
En avril 2009, Mike Johnston déclare sa candidature au Sénat du Colorado, pour remplacer le sénateur du 33e district, alors nommé au département de l'Éducation au sein du gouvernement Obama. Mike Johnston positionne l'éducation comme pierre angulaire de sa candidature. Le 11 mai 2009, il est élu par le comité chargé de combler le poste vacant, puis il prête serment le 29 mai. Mike Johnston est ensuite élu par les électeurs en 2010 pour terminer le mandat, puis il est réélu en 2012, remportant à chaque fois plus de 82 % des voix. En raison des limites de mandats, il quitte le Sénat de l'État en 2017.
En 2018, peu de temps après avoir quitté le Sénat de l'État, Mike Johnston se présente au poste de gouverneur du Colorado, pour succéder à John Hickenlooper – ayant atteint la limite de mandats. Lors de la primaire démocrate, Mike Johnston arrive à la troisième place, derrière la trésorière de l'État Cary Kennedy et le représentant Jared Polis – qui remporte la nomination puis l'élection.
En janvier 2019, Mike Johnston se présente à l'élection sénatoriale américaine de 2020 pour le siège détenu par le républicain Cory Gardner. Il retire sa candidature en septembre 2019, quelques semaines après l'entrée dans la course de l'ancien gouverneur John Hickenlooper. Malgré de bons chiffres de collecte de fonds au début de campagne, Mike Johnston estime plus important la nécessité pour les démocrates d'éviter toute campagne négative lors des primaires. John Hickenlooper remporte ensuite l'investiture démocrate et bat le républicain Cory Gardner aux élections générales.

### Maire de Denver
Mike Johnston se présente au poste de maire de Denver en 2023, pour succéder à Michael Hancock, limité par le nombre de mandats. Le 4 avril 2023, Mike Johnston remporte la primaire générale non partisane. Aucun candidat n'ayant obtenu la majorité des voix, il doit affronter l'ancienne directrice générale de la Chambre de commerce de la zone métropolitaine de Denver, Kelly Brough, lors d'un second tour le 6 juin. Soutenu par le Denver Post et de nombreuses personnalités progressistes, Mike Johnston remporte l'élection avec 55,17 % des voix.
Mike Johnston prête serment le 17 juillet 2023 et devient le 46e maire de Denver. Le lendemain, il déclare l'état d'urgence concernant les sans-abri à Denver. Il déclare également que son administration chercherait à trouver un logement pour 1 000 personnes sans-abri d'ici la fin de 2023.

### Vie privée
Mike Johnston vit dans le quartier de Central Park, dans la périphérie nord-est de la ville de Denver, avec sa femme Courtney et leurs trois enfants. Courtney est procureur adjointe et dirige l'unité de protection des mineurs du bureau du procureur du district de Denver (en).
Mike Johnston parle couramment l'espagnol.